# Eduard Müller (Richter)
Karl Eduard Mauritius Müller (* 22. September 1854 in Herrischried; † 4. September 1908 in Leipzig) war ein deutscher Reichsgerichtsrat.

## Leben
Er studierte in Freiburg und Straßburg Rechtswissenschaften. In Freiburg trat er 1874 in das Corps Suevia Freiburg ein. 1880 wurde auf den badischen Landesherrn vereidigt. 1884 kam er als Amtsrichter nach Triberg und 1888 nach Karlsruhe. 1890 erfolgte die Beförderung zum Oberamtsrichter. 1891 wurde er Landgerichtsrat in Mosbach und 1892 nach Karlsruhe versetzt. 1896 wurde er zum Oberlandesgerichtsrat in Karlsruhe befördert. 1900 kam er an das Reichsgericht. Er war im II. Zivilsenat des Reichsgerichts tätig. Müller war Berichterstatter in der „Kies“-Entscheidung (RGZ 54, 98), in der zum ersten Mal die Lehre der positiven Vertragsverletzung anerkannt und für ein von § 326aF BGB losgelöstes Rücktrittsrecht geschaffen wurde. Es wird vermutet, dass er der Freirechtsschule nahegestanden habe.

## Herausgeber
Mit Otto Warneyer erarbeitete er 1906–1908 das amtliche Nachschlagewerk des Reichsgerichts.

## Werke
- Friedrich Karl von Savigny, (Männer der Wissenschaft, Heft 9) Leipzig 1906.
- Die ersten fünfundzwanzig Jahre des Reichsgerichts, in: Die ersten 25 Jahre des Reichsgerichts, Sächsisches Archiv für Deutsches Bürgerliches Recht, Beilageheft zu Band 14, Leipzig 1904, S. lff.
- Le Code civil en Allemagne. Son influence générale sur le Droit du Pays, son adaptation dans les Pays rhénans, in:  La société d’études legislatives (Hrsg.): Le Code civil. 1804–1904, Livre de Centénaire, Band 2, Paris 1904, S. 625.